# Palazzo Passarini Falletti

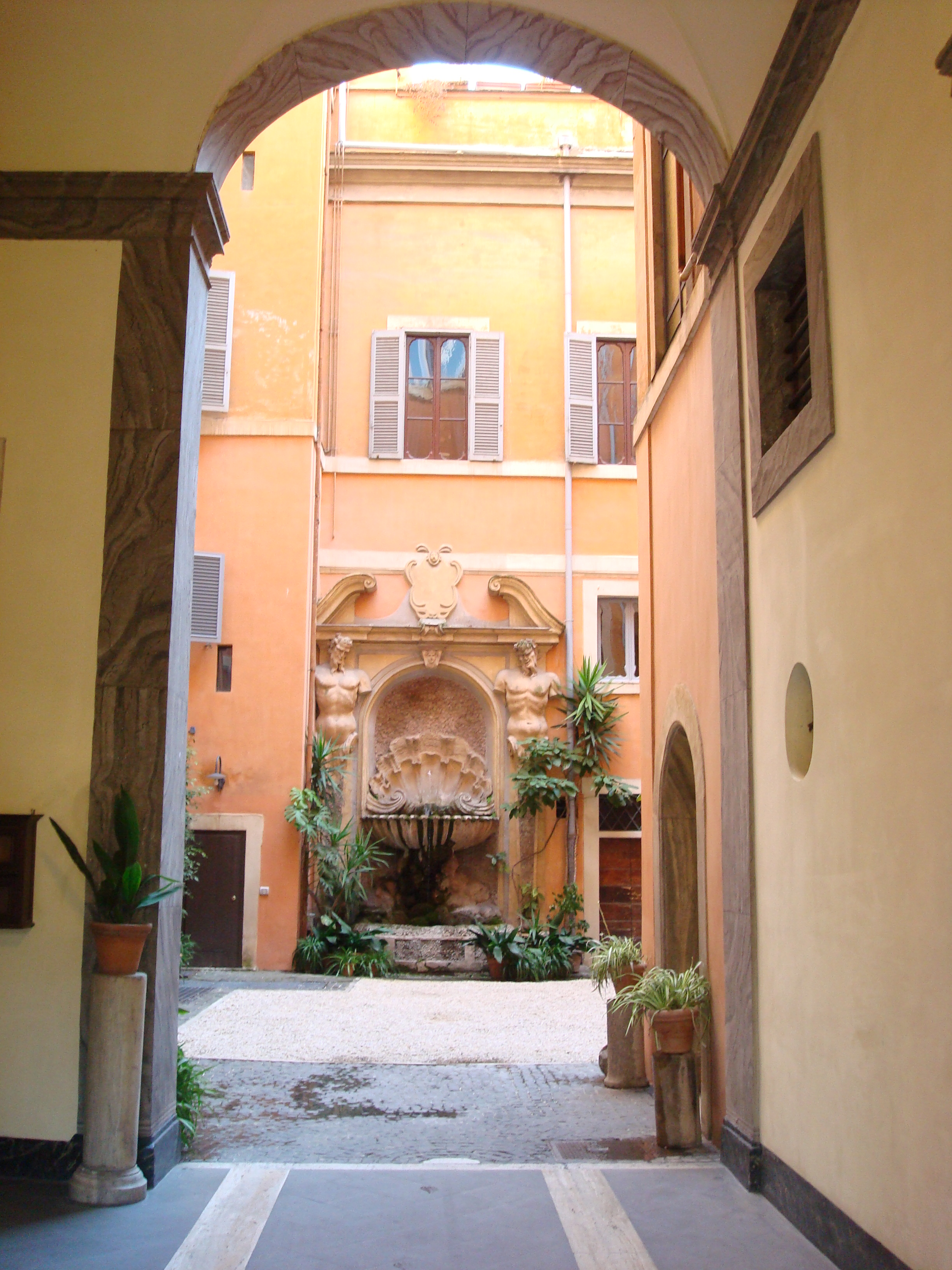
Entrada do palácio.

Palazzo Passarini Falletti é um palácio localizado na Via Panisperna, no rione Monti de Roma. O edifício atualmente é propriedade da família Falletti, de Villafalletto.
Atualmente abriga salas de convenções, escritórios e apartamentos residenciais.

## História
O palácio que conhecemos atualmente foi construído na primeira metade do século XVIII sobre um edifício anterior do século anterior. A obra foi encomendada por Felice Passarini di Roffiano, que se mudou de Norcia para Roma em 1715 e assumiu a posição de clérigo particular do papa Bento XIV e conservatore no Campidoglio.

## Arquitetura
O edifício é composto por três pisos e um mezzanino. A fachada se abre em um portal retangular encimado por uma varanda apoiada por mísulas decoradas com guirlandas; nos dois lados estão quatro janelas com arquitraves e, sobre um friso, outras pequenas janelas. 
O portal dá acesso a um pátio interno ornado com uma fonte, que está inserida num nicho flanqueado por dois sátiros. O chafariz consiste em uma concha aberta, com uma das partes aderida à parede e outra atuando como uma bacia que repousa sobre rochas de tufo calcário; a água, através de alguns sulcos, escorre para um tanque de coleta de tijolos semicircular logo abaixo.
A partir do pátio se chega à escadaria principal que leva às salas do piso nobre, já muito reformado. A maior é a Sala do Trono, com teto em caixotões e candelabros de vidro de Murano, seguida por uma outra com afrescos de querubins, cavaleiros e ninfas. Os afrescos foram pintados por expoentes da escola barroca romana, incluindo Carlo Maratta.